# Rogersville (New Brunswick)

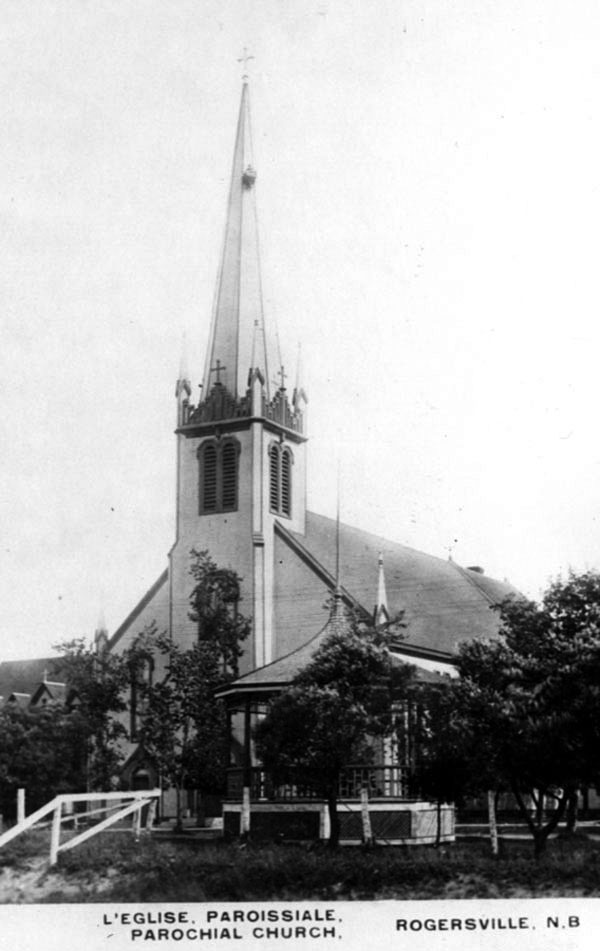
Saint-François-de-Sales Church
(um 1930)

Rogersville ist ein Dorf in der kanadischen Provinz New Brunswick. Der Ort hat 1166 Einwohner. 2011 betrug die Einwohnerzahl 1170.

## Geografie
Rogersville liegt im Northumberland County an der Kreuzung der Verbindungsstraßen New Brunswick Route 126 und New Brunswick Route 440. Miramichi befindet sich rund 25 Kilometer entfernt in nördlicher Richtung, Moncton rund 90 Kilometer entfernt in südwestlicher Richtung.

## Historie
Der Ort wurde nach James Rogers, dem römisch-katholischen Bischof von Chatham (dem späteren Bistum Bathurst) benannt und ist heute insbesondere durch zwei Klöster der Trappisten bekannt: das Kloster Assomption für Nonnen und das Kloster Calvaire für Mönche.
Rogersville verfügt über weitere historisch wertvolle Gebäude und Plätze, die auf der List of historic places in Northumberland County, New Brunswick verzeichnet sind:
- Boutique Mode Elle
- Gérard Raymond Centre
- Monument Notre-Dame-de-l'Assomption
- Rogersville Presbytery
- Saint-François-de-Sales Church